# Roccavaldina

Ubicació de Roccavaldina dins de la província

Roccavaldina (sicilià Roccavaddina) és un municipi italià, dins de la ciutat metropolitana de Messina. L'any 2009 tenia 1.207 habitants. Limita amb els municipis de Monforte San Giorgio, Rometta, Spadafora, Torregrotta, Valdina i Venetico.

## Administració
| Període | Identitat           | Partit        |
| ------- | ------------------- | ------------- |
| 2007-   | Domenico Antonuccio | Llista cívica |